# Georg Potente
Georg Potente (* 13. Februar 1876 in Kassel, Provinz Hessen-Nassau; † 27. April 1945 in Potsdam) war ein deutscher Gärtner. Er gilt als Begründer der wissenschaftlichen Gartendenkmalpflege im deutschsprachigen Raum.

## Leben und Werk
Georg Potente arbeitete 36 Jahre als Gärtner in Sanssouci, von 1902 bis zur Abdankung von Wilhelm II. 1918 als Hofgärtner, von da ab als Garteninspektor und später als Gartendirektor. Dabei entwickelte er ab 1920 bei der Wiederherstellung des Lennéschen Parkkonzeptes für das Schloss Charlottenhof denkmalpflegerische Ansätze für den Gartenbau. Ab 1927 setzte er diese Ansätze auch in den Parkanlagen von Sanssouci um.
Potente ist am 3. April 1911 in die Potsdamer Freimaurerloge Minerva aufgenommen worden, die zum Freimaurerorden gehörte. Er war ein persönlicher Freund des letzten Landesgroßmeisters des Ordens vor dem Verbot durch die Nationalsozialisten im Jahr 1935, Kurt von Heeringen. Nach dem Tod Heeringens 1937 schuf er dessen Grabplatte, das einzige Grabdenkmal mit freimaurerischer Symbolik auf dem Bornstedter Friedhof.
1938 verließ er den Dienst in der Schlösserverwaltung, und arbeitete von nun als freischaffender Gartengestalter, unter anderem mit Architekten wie Werner March für die Jugoslawische Gesandtschaft in Berlin (1939–40) und die Wasserstraßendirektion in Potsdam (1940–42).
1945 setzte er seinem Leben beim Einmarsch der Roten Armee in Potsdam selbst ein Ende. Zusammen mit 53 weiteren Toten wurde Potente in der Verbindungsanlage zwischen dem Neuen Garten und dem Pfingstberg, an der Ecke Mirbachstraße/Albrechtstraße (Am Neuen Garten) provisorisch begraben und um 1957 in ein anonymes Gemeinschaftsgrab auf dem Neuen Friedhof in Potsdam umgebettet.